# Méropide

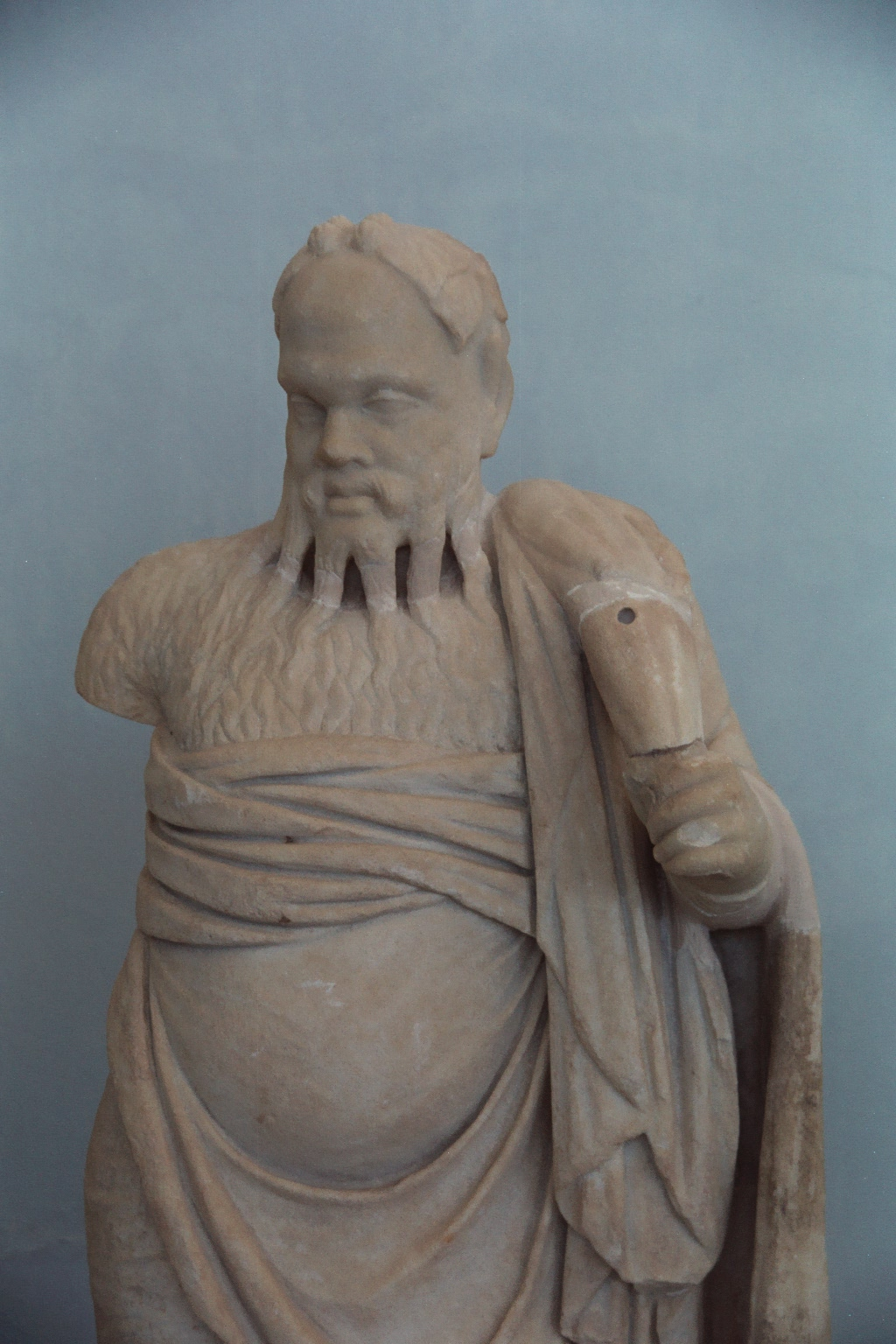
Silenus, le tuteur de Dionysos, (par Delos)

La Méropide (en grec ancien Μεροπίς) est une île de fiction mentionnée par l’historien Théopompe de Chios dans ses Philippiques, que nous connaissons partiellement grâce à Claude Élien, dans le troisième volume de son Histoire variée,. 

## Caractéristiques
L'île est située au-delà d'Océan. Ses habitants, les « Méropes » sont supposés être, en moyenne, deux fois plus grands que les êtres humains et vivre deux fois plus vieux. Théopompe décrit deux villes sur la Méropide : « Eusebes » (Εὐσεβής, « Ville pieuse ») et « Machimos » (Μάχιμος, « Ville combattante »). 
Les habitants d’Eusebes vivent dans l'opulence, ne connaissant jamais la faim, ceux de Machimos sont nés avec les armes et perpétuellement en guerre. Un troisième lieu, appelé Anostos (Ἄνοστος, « Lieu du non-retour ») est situé sur le bord extérieur de la Méropide. Il ressemble à un abysse béant, sans jour ni nuit, et est perpétuellement recouvert de fumées nébuleuses rouges. 
L'histoire de la Méropide n'est ni une utopie ni une allégorie politique : c'est en fait une parodie de l'Atlantide de Platon. Théopompe exagère de nombreux aspects du mythe platonien. Dans le Timée de Platon, c'est un prêtre égyptien qui raconte à Solon l'histoire d'Atlantide, et c'est Silène, satyre fils d'une nymphe, qui dans Philippiques de Théopompe raconte l'histoire de la Méropide au roi Midas. Alors que l'Atlantide était selon Platon d'une grandeur démesurée, Théopompe décrit la Méropide comme encore plus grande, jusqu'à l'absurdité. Et alors que l'invasion des Atlantes est repoussée par Athènes, grâce à l'organisation parfaite de sa société, les Méropes — attaquant avec une armée de 10 millions de soldats — essaient de conquérir l'Hyperborée mais tombent en disgrâce après avoir réalisé que les Hyperboréens étaient le peuple le plus heureux sur la terre et que les piller n'était pas intéressant.